# Salix bouffordii
Salix bouffordii — вид квіткових рослин із родини вербових (Salicaceae).

## Середовище проживання
Юньнань — південно-центральний Китай. Росте на висотах 3400 метрів.